# تشي تشي جيما
تشي تشي جيما أو تشيتشيجيما (باليابانية: 父 島، حرفيًا «جزيرة الأب»)، وكانت تُعرف سابقًا باسم جزيرة بييل، هي أكبر جزيرة في أرخبيل أوغاساوارا. تقع تشي تشي جيما على بعد حوالي 240 كم (150 ميل) شمال آيو جيما. تقع الجزيرة ضمن الحدود السياسية لقرية أوغاساوارا، التي تتبع فرع محافظة أوغاساوارا، طوكيو، اليابان. في 2009 كان يعيش عليها حوالي 2.000 نسمة على مساحة 23.5 كم2 (9.1 ميل2).

## تاريخها
يُقال أن المستكشف الإسباني برناردو دي لا توري أول أوروبي يكتشف جزر أوغاساوارا في عام 1549 م.
تُظهر الحفريات الأثرية أن سكان ميكرونيسيا عاشوا على الجزيرة في الماضي، على الرغم من عدم وجود تفاصيل معروفة بعد. أرسلت شوغونية توكوغاوا بعثة استكشافية في 1675 رسمت خريطة للجزيرة. والتي ظلت غير مأهولة بالسكان حتى مايو 1830.

### في القرن التاسع عشر
زارت السفن الغربية الجزيرة في عدة مناسبات في القرن التاسع عشر، منها:
- رحلة فريدريك وليام بيتشي الاستكشافية على السفينة إتش إم إس بلوسوم في 1827.
- عالم الطبيعة هاينريخ فون كيتليتز في 1828 مع بعثة سنجاوين الروسية، بقيادة النقيب فريدريش بنيامين فون لوتكه.
- أقام طاقم سفينة لصيد الحيتان مستعمرة أمريكية في 1830.
- بعثة العميد البحري ماثيو بيري الأمريكية إلى اليابان في 1853.
- زيارة عالم الطبيعة ويليام ستيمبسون ضمن بعثة رودجرز ورينغولد لاستكشاف ومسح شمال المحيط الهادئ في 1854.

اقترح اثنان من البحارة اللذين غرقت سفينتهما وانتشلهما بيتشي في 1827 أن الجزيرة ستكون نقطة استراحة مُلائمة لصيادي الحيتان لاحتوائها على ينابيع طبيعية.
أُقيمّت أول مستوطنة في الجزيرة في مايو 1830 على يد ناثانيال سيفوري البالغ من العمر 36 عامًا من ولاية ماساتشوستس مع أربعة رجال بيض آخرين بجانب 20 رجلاً وامرأة من سكان هاواي من جزيرة أواهو. لا يزال أحفاد ناثانيال سافوري ومجموعته من المستوطنين يعيشون في الجزيرة، حيث يُعرفون حاليًا باسم «أوبيكي» أو «الغربيين». في 2012، تبقي منهم ما يقل قليلاً عن 200 شخص على الجزيرة.
رست يو إس إس سسكويهانا وهي سفينة القائد للعميد البحري بيري لمدة 3 أيام في ميناء تشي تشي جيما في 15 يونيو 1853، بينما كان في طريقه إلى زيارته التاريخية إلى خليج طوكيو لإجبار البلاد على الانفتاح أمام التجارة الغربية. طالب بيري أيضًا بالجزيرة للولايات المتحدة للحصول على محطة تموين بالفحم للسفن البخارية، وَعَين ناثانيال سيفوري وكيلًا رسميًا للبحرية الأمريكية وشكل معه مجلسًا حاكمًا بصفته قائدًا. ونيابة عن حكومة الولايات المتحدة، اشترى بيري 50 فدانًا (200.000 م2) من سيفوري.
في 17 يناير 1862، دخلت سفينة تابعة لشوغونية توكوغاوا ميناء تشي تشي جيما وأعلنت رسميًا السيادة اليابانية على جزر أوغاساوارا. حيث وفد المهاجرون اليابانيون من هاتشيجو جيما بتوجيه من شوغونية توكوغاوا. بينما سُمحّ لأربعين فردًا من مستعمرة سيفوري بالبقاء في الجزيرة. بعد فترة استعراش مييجي، وصلت مجموعة من 37 مستعمرًا يابانيًا إلى الجزيرة تحت رعاية وزارة الداخلية اليابانية في مارس 1876. دُمجّت الجزيرة رسميًا في مدينة طوكيو في 28 أكتوبر 1880. قام الإمبراطور هيروهيتو بزيارة رسمية إلى الجزيرة في 1927 على متن البارجة ياماشيرو.